# 徳島県道163号大歩危停車場線
徳島県道163号大歩危停車場線（とくしまけんどう163ごう おおぼけていしゃじょうせん）は、徳島県三好市を通る一般県道である。

## 概要

### 路線データ
- 起点：徳島県三好市西祖谷山村徳善西（JR四国土讃線 大歩危駅前）
- 終点：徳島県三好市山城町上名（国道32号交点、徳島県道45号西祖谷山山城線終点）
- 陸上距離：0.369 km[1]

## 歴史
- 1959年（昭和34年）1月31日 - 徳島県道43号大歩危停車場線として認定
- 1972年（昭和47年）3月10日 - 徳島県道163号大歩危停車場線として再認定

## 路線状況

### 重複区間
- 徳島県道45号西祖谷山山城線（三好市西祖谷山村徳善西 - 三好市山城町上名（終点））

### 道路施設

#### 橋梁
- 大歩危橋（吉野川）

## 地理

### 通過する自治体
- 徳島県
  - 三好市

### 交差する道路
| 交差する道路                                     | 交差する場所     | 交差する場所 |
| ------------------------------------------------ | ---------------- | ------------ |
| 徳島県道45号西祖谷山山城線 重複区間起点          | 西祖谷山村徳善西 |              |
| 国道32号 徳島県道45号西祖谷山山城線 重複区間終点 | 山城町上名       | 終点         |

### 交差する鉄道
- 土讃線

### 沿線
- JR四国土讃線 大歩危駅
- 吉野川